# Pierre Alain Schnegg
Pierre Alain Schnegg  (* 13. Dezember 1962 in Bévilard) ist ein Schweizer Politiker (SVP). Er ist seit Juli 2016 Regierungsrat und Vorsteher der Gesundheits-, Sozial- und Integrationsdirektion des Kantons Bern.

## Biografie
2013 trat Schnegg der Schweizerischen Volkspartei bei. Von 2014 bis 2016 war er Mitglied des Grossen Rates des Kantons Bern. Bei der Regierungsratsersatzwahl 2016 wurde er in die Regierung des Kantons Bern gewählt und bei den Wahlen 2018 und 2022 bestätigt. Er steht der Gesundheits-, Sozial- und Integrationsdirektion (GSI) vor. Ob er bei den Wahlen 2026 nochmals antritt, wird von den Delegierten am 19. August 2025 definitiv entschieden.
Schnegg ist aktives Mitglied der fundamentalistischen Freikirche Gemeinde für Christus. Er wohnt in Champoz, ist verheiratet und hat vier Kinder. Er ist der Bruder von Fred-Henri Schnegg.